# Серия Гран-при по фигурному катанию сезона 2015/2016
Серия Гран-при по фигурному катанию сезона 2015/2016 — это комплекс ежегодных коммерческих турниров по фигурному катанию среди лучших фигуристов планеты (по рейтингу ИСУ), которые пройдут осенью и в начале декабря 2015 года. Спортсмены на 6 этапах серии будут соревноваться в категориях мужское и женское одиночное катание, парное катание и танцы на льду. За занятые места будут присуждены баллы от 15 (за первое) до 3 (за восьмое). Лучшие шесть спортсменов (пар) выступят в финале юниорской серии. Среди взрослых, в финале будет по семь участников (пар). Также в августе-октябре 2015 года пройдут этапы юношеского Гран-при; будут пройдены семь этапов. Финал состоится вместе с основным.

## Участники
В серии Гран-при по фигурному катанию сезона 2015—2016 имеют право принять участие фигуристы, достигшие возраста 15 лет на 1 июля 2015 года.
С прошлого сезона было принято решение допускать до соревнований серии Гран-при до 12 одиночников как среди мужчин так и женщин.
Чтобы принять участие в Гран-при сезона, фигуристы должны были заработать на турнирах до начала серии, как минимум, следующие баллы:
| Вид     | Баллы  |
| Мужчины | 160.67 |
| Женщины | 130.97 |
| Пары    | 135.42 |
| Танцы   | 113.74 |
| ------- | ------ |

До юношеского Гран-при допускаются все желающие, но согласно квотам для каждой страны, на основе предыдущего чемпионата мира среди юниоров.

### Расписание
ИСУ весной 2015 года определилось с местами и временем проведения этапов Гран-при на осень 2015 года. Финал было решено провести вновь в Барселоне.
| Турнир                    | Место проведения   | Начало          | Окончание       |
| ------------------------- | ------------------ | --------------- | --------------- |
| Skate America 2015        | США, Милуоки       | 23 октября 2015 | 25 октября 2015 |
| Skate Canada 2015         | Канада, Летбридж   | 30 октября 2015 | 1 ноября 2015   |
| Cup of China 2015         | Китай, Пекин       | 6 ноября 2015   | 8 ноября 2015   |
| Trophée Eric Bompard 2015 | Франция, Бордо     | 13 ноября 2015  | 15 ноября 2015  |
| Cup of Russia 2015        | Россия, Москва     | 20 ноября 2015  | 22 ноября 2015  |
| NHK Trophy 2015           | Япония, Нагано     | 27 ноября 2015  | 29 ноября 2015  |
| Финал Гран-при 2015/2016  | Испания, Барселона | 10 декабря 2015 | 13 декабря 2015 |

### Юношеский турнир
ИСУ определилось с местами и временем проведения юниорских этапов Гран-при на август и осень 2015 года.
| Турнир                              | Место проведения      | Начало           | Окончание        |
| ----------------------------------- | --------------------- | ---------------- | ---------------- |
| Этап в Словакии                     | Словакия, Братислава  | 19 августа 2015  | 23 августа 2015  |
| Этап в Латвии                       | Латвия, Рига          | 26 августа 2015  | 30 августа 2015  |
| Этап в США                          | США, Колорадо-Спрингс | 2 сентября 2015  | 6 сентября 2015  |
| Этап в Австрии                      | Австрия, Линц         | 9 сентября 2015  | 13 сентября 2015 |
| Этап в Польше                       | Польша, Торунь        | 23 сентября 2015 | 27 сентября 2015 |
| Этап в Испании                      | Испания, Логроньо     | 30 сентября 2015 | 4 октября 2015   |
| Этап в Хорватии                     | Хорватия, Загреб      | 7 октября 2015   | 11 октября 2015  |
| Финал юниорского Гран-при 2015/2016 | Испания, Барселона    | 10 декабря 2015  | 13 декабря 2015  |

## Квалификация на II зимние юношеские Олимпийские игры

### Второй этап
На этапах юниорского Гран-при будет проведён второй этап квалификации фигуристов на II зимние юношеские Олимпийские игры 2016 года в Лиллехаммер (Норвегия), которые состоятся в феврале следующего года.
Будут разыграны по 4 квоты у юношей и девушек и по 3 квоты в парах и спортивных танцах. В случае если представители хозяев в каком-либо из видов не квалифицируются обычным способом, то на Гран-при квоты будут уменьшены на одну для норвежских фигуристов.
| Мест | Мужчины                                 | Женщины                             | Пары                        | Танцы                                 |
| ---- | --------------------------------------- | ----------------------------------- | --------------------------- | ------------------------------------- |
| 1    | Норвегия* · Франция · Малайзия · Италия | Норвегия · Китай · Венгрия · Италия | Норвегия* · Чехия · Украина | Норвегия* · Республика Корея · Италия |

- * — Норвегия отказалась от единственного места на Олимпиаде в мужском, парном катании и танцах на льду. Которые они получили как хозяева. Право выступить на соревнованиях получили: одиночник из Финляндии, спортивная пара из Южной Кореи и танцевальная пара из Чехии.

### Резервные фигуристы
Резервные фигуристы готовы будут выступить на зимних Олимпийских играх если возникнет невозможность выступить заявленных фигуристов, в случае если в этих странах отсутствовают запасные.
| Мест | Мужчины                        | Женщины                    | Пары                                         | Танцы                       |
| ---- | ------------------------------ | -------------------------- | -------------------------------------------- | --------------------------- |
| 1    | Финляндия · Испания · Германия | Швеция · Чехия · Австралия | Республика Корея · Великобритания · Германия | Чехия · Германия · Беларусь |

## Баллы

### Основной турнир
За занятые на каждом этапе места спортсмены получат баллы по следующему принципу:
| Занятое место | Баллы (одиночники и одиночницы) | Баллы (спортивные пары и танцоры) |
| ------------- | ------------------------------- | --------------------------------- |
| 1 место       | 15 баллов                       | 15 баллов                         |
| 2 место       | 13 баллов                       | 13 баллов                         |
| 3 место       | 11 баллов                       | 11 баллов                         |
| 4 место       | 9 баллов                        | 9 баллов                          |
| 5 место       | 7 баллов                        | 7 баллов                          |
| 6 место       | 5 баллов                        | 5 баллов                          |
| 7 место       | 4 балла                         |                                   |
| 8 место       | 3 балла                         |                                   |

### Юношеский турнир
В юношеском Гран-при немного по-другому начисляются баллы.
| Занятое место | Баллы (одиночники и одиночницы) | Баллы (спортивные пары и танцевальные пары) |
| ------------- | ------------------------------- | ------------------------------------------- |
| 1 место       | 15 баллов                       | 15 баллов                                   |
| 2 место       | 13 баллов                       | 13 баллов                                   |
| 3 место       | 11 баллов                       | 11 баллов                                   |
| 4 место       | 9 баллов                        | 9 баллов                                    |
| 5 место       | 7 баллов                        | 7 баллов                                    |
| 6 место       | 5 баллов                        | 5 баллов                                    |
| 7 место       | 4 балла                         | 4 балла                                     |
| 8 место       | 3 балла                         | 3 балла                                     |
| 9 место       | 2 балла                         |                                             |
| 10 место      | 1 балл                          |                                             |

## Фигуристы, прошедшие в финал

### Основной турнир
По результатам серии Гран-при в финал прошли следующие спортсмены:
|          | Мужчины                  | Женщины                      | Спортивные пары                         | Спортивные танцы                            |
| -------- | ------------------------ | ---------------------------- | --------------------------------------- | ------------------------------------------- |
| 1        | Испания Хавьер Фернандес | Россия Евгения Медведева     | Канада Мэган Дюамель / Эрик Рэдфорд     | Канада Кэйтлин Уивер / Эндрю Поже           |
| 2        | Япония Сёма Уно          | США Грейси Голд              | Россия Юко Кавагути / Александр Смирнов | Италия Анна Каппеллини / Лука Ланотте       |
| 3        | Япония Юдзуру Ханю       | Россия Елена Радионова       | Китай Суй Вэньцзин / Хань Цун           | США Майя Шибутани / Алекс Шибутани          |
| 4        | Китай Цзинь Боян         | Япония Сатоко Мияхара        | Россия Ксения Столбова / Фёдор Климов   | США Мэдисон Чок / Эван Бейтс                |
| 5        | Канада Патрик Чан        | Япония Мао Асада             | Китай Юй Сяоюй / Цзинь Ян               | США Медисон Хубелль / Захарий Донохью       |
| 6        | Япония Дайсукэ Мураками  | США Эшли Вагнер              | США Алекса Шимека / Крис Книрим         | Россия Екатерина Боброва / Дмитрий Соловьёв |
| Запасные |                          |                              |                                         |                                             |
| 1-й      | Китай Янь Хань           | Япония Рика Хонго            | Канада Джулианна Сеген / Чарли Билодо   | Канада Пайпер Гиллес / Поль Пуарье          |
| 2-й      | США Макс Аарон           | Россия Елизавета Туктамышева | Китай Пэн Чэн / Чжан Хао                | Россия Виктория Синицина / Никита Кацалапов |
| 3-й      | Россия Адьян Питкеев     | Россия Юлия Липницкая        | Франция Ванесса Джеймс / Морган Сипре   | Россия Александра Степанова / Иван Букин    |

### Юниорский турнир
По результатам серии Гран-при среди юниоров, в финал прошли следующие спортсмены:
|          | Юноши                    | Девушки                     | Пары                                         | Спортивные танцы                           |
| -------- | ------------------------ | --------------------------- | -------------------------------------------- | ------------------------------------------ |
| 1        | США Нэтан Чен            | Россия Полина Цурская       | Россия Амина Атаханова / Илья Спиридонов     | США Лоррейн Макнамара / Квинн Карпентер    |
| 2        | Россия Дмитрий Алиев     | Россия Мария Сотскова       | Украина Рената Оганесян / Марк Бардей        | США Рэйчел Парсонс / Майкл Парсонс         |
| 3        | Япония Сото Ямомото      | Япония Юна Ширава           | Россия Екатерина Борисова / Дмитрий Сопот    | Россия Алла Лобода / Павел Дрозд           |
| 4        | Канада Роман Садовский   | Япония Марин Хонда          | Россия Анастасия Губанова / Алексей Синцов   | Россия Бетина Попова / Юрий Власенко       |
| 5        | Израиль Даниэль Самохин  | Япония Маи Михара           | Чехия Анна Душкова / Мартин Бидар            | Франция Мари-Жад Лорио / Ромен Ле Гак      |
| 6        | США Винсент Чжоу         | Россия Алиса Федичкина      | Россия Анастасия Полуянова / Степан Коротков | Россия Анастасия Скопцова / Кирилл Алёшин  |
| Запасные |                          |                             |                                              |                                            |
| 1-й      | Латвия Денис Васильев    | Япония Каори Сакамото       | Канада Брин Хоффман / Брайс Чудак            | Франция Анжелика Абашкина / Луи Торон      |
| 2-й      | Россия Александр Самарин | Республика Корея Да Бин Чои | США Джой Вайнберг / Максимилиано Фернандес   | США Кристина Каррейра / Энтони Пономаренко |
| 3-й      | Канада Николя Надо       | США Вивьеан Ли              | Россия Елена Иванова / Тагир Хакимов         | Россия Софья Шевченко / Игорь Ерёменко     |

## Взрослый состав Гран-при
Взрослый состав участников Гран-при полностью регламинтируется правилами ИСУ. По результатам определяются участники Финала.

### Медальный зачёт
На прошедших шести этапах Гран-при должны были разыграны 24 комплекта медалей. Однако четвёртый этап в Бордо не был завершён. Было разыграно только 20 комплектов медалей. Данная таблица предоставлена после финала Гран-при.
| Место | Страна  | Золото | Серебро | Бронза | Всего |
| ----- | ------- | ------ | ------- | ------ | ----- |
| 1     | Россия  | 6      | 7       | 7      | 20    |
| 2     | Канада  | 6      | 1       | 3      | 10    |
| 3     | США     | 4      | 6       | 4      | 14    |
| 4     | Япония  | 4      | 4       | 6      | 14    |
| 5     | Испания | 2      | 1       | 0      | 3     |
| 6     | Китай   | 1      | 4       | 3      | 8     |
| 7     | Италия  | 1      | 1       | 1      | 3     |
| Итог  | Итог    | 24     | 24      | 24     | 64    |

## Медальный зачёт юношеского Гран-при
На семи этапах юношеского Гран-при были разыграны 25 комплектов медалей.
| Место | Страна           | Золото | Серебро | Бронза | Всего |
| ----- | ---------------- | ------ | ------- | ------ | ----- |
| 1     | Россия           | 12     | 7       | 9      | 28    |
| 2     | США              | 6      | 4       | 6      | 16    |
| 3     | Япония           | 4      | 5       | 3      | 12    |
| 4     | Канада           | 1      | 2       | 1      | 4     |
| 5     | Франция          | 1      | 2       |        | 3     |
| 6     | Украина          | 1      |         | 2      | 3     |
| 7     | Латвия           |        | 2       |        | 2     |
| 7     | Израиль          |        | 2       |        | 2     |
| 9     | Чехия            |        | 1       |        | 1     |
| 10    | Республика Корея |        |         | 2      | 2     |
| 11    | Аргентина        |        |         | 1      | 1     |
| 11    | Китай            |        |         | 1      | 1     |
| Итог  | Итог             | 25     | 25      | 25     | 75    |